# ليلة هنا وسرور (فلم)
ليلة هنا وسرور هو فيلم مصري كوميدي يتشارك البطولة فيه الممثلان محمد إمام وياسمين صبري، وذلك بعد نجاح فيلمهما جحيم في الهند. صدر الفيلم في موسم عيد الفطر 2018. الفيلم من تأليف كريم يوسف ومصطفى صقر وإخراج حسين المنباوي. حقق الفيلم 35 مليون جنيه إيرادات. فكرة الفيلم مأخوذة من الفيلم الأمريكي فارس ويوم.

## القصة
يبدأ الفيلم بـ سرور (محمد إمام) عندما يتعرف على هنا (ياسمين صبري)، فيحبها ويتزوجها، وفي ليلة الدخلة تأتي عصابات لهم لقتل سرور، وبعد الهرب من العصابات يفسر سرور لهنا أنه من المخابرات المصرية وأن تلك العصابات هي عصابات روسية وأشخاص من الموساد ويتربص به عدة عصابات تتبع للمعلم الضو (فاروق الفيشاوي) ليتم الكشف في نهاية الفيلم أنه نصاب محترف واسمه الحقيقي رضا، كان يعيش في إيطاليا وقام بسرقة تمثال أثري، وانتحل شخصية رجل أعمال يُدعى «سرور أبو الدهب» للهرب.

## بطولة
- محمد إمام بدور (سرور أيمن أبو الدهب / رضا)
- ياسمين صبري بدور (هنا الطويل)
- فاروق الفيشاوي بدور (المعلم الضو)
- محمد عبد الرحمن بدور (سعيد)
- طاهر أبو ليلة بدور (رضا)
- أحمد فهمي بدور (منصوري)
- محمد أبو النجا
- أحمد صلاح السعدني بدور (سلطان)
- عماد رشاد بدور (والد هنا)
- محمد ثروت بدور (سائق تاكسي)
- مصطفى خاطر (ضيف شرف)
- محمد أنور (ضيف شرف)
- كرم جابر بدور (خليفة)
- ريم عبد القادر بدور (طفله)
- بيومي فؤاد بدور (قشطة والد سرور)
- مها أبو عوف بدور (والدة هنا)
- خالد الذهبي بدور (حمزة)
- عاصم بجاتو
- محمود البزاوي بدور (ضابط)
- لبنى عزت
- رامي عشوب
- علي الطيب
- محمود أبو ليلة
- رحاب الجمل بدور (حلاوة والدة سرور)
- محمد سلام بدور (خالد)

## وصلات خارجية
- ليلة هنا وسرور على موقع IMDb (الإنجليزية)
- ليلة هنا وسرور على موقع الدهليز
- ليلة هنا وسرور على موقع قاعدة بيانات الأفلام العربية
- ليلة هنا وسرور على موقع قاعدة بيانات الفيلم (الإنجليزية)
- ليلة هنا وسرور على موقع ليتربوكسد (الإنجليزية)
- ليلة هنا وسرور على موقع كينوبويسك (الروسية)